# 국방항공고등학교
국방항공고등학교(國防航空高等學校)는 대한민국 충청남도 논산시 취암동에 있는 공립 고등학교이다.

## 학교 연혁
- 1936년 4월 22일 : 논산공립실수학교 개교
- 1945년 3월 31일 : 논산공립농업학교로 승격
- 1951년 9월 28일 : 논산농업고등학교로 교명 변경
- 1968년 1월 11일 : 논산농공업고등학교로 교명 변경
- 1978년 3월 1일 : 논산공업고등학교로 교명 변경
- 2005년 3월 1일 : 학칙변경 7개학과 31학급 인가(남녀공학) (기계과 3, 전기과 6, 자동차과 3, 건설정보과 3, 건축디자인과 6, 화학공업과 6, 식품공업과 3, 특수 1학급)
- 2006년 9월 21일 : 특성화고등학교로 학칙 변경
- 2015년 10월 19일 : 산학일체형 도제학교 선정(자동차기계과, 식품응용화학과)
- 2016년 11월 16일 : 산학일체형 도제학교 선정(전기과)
- 2023년 3월 1일 : 4개 학과 25학급 인가(남녀공학) (항공기계 6, 항공전기전자 2, 전기 4, 지형공간디자인 1, 건축토목 2, 바이오제약 2, 식품응용화학 4, 특수 4)
- 2024년 1월 8일 : 제83회 졸업식(졸업생 104명, 총 졸업생 21,477명)
- 2024년 3월 4일 : 2024학년도 신입생 70명 입학
- 2024년 9월 1일 : 제33대 조남순 교장 부임
- 2025년 3월 4일 : 국방항공고등학교로 교명 변경

## 설치 학과
- 항공기계과
- 항공전기전자과
- 지형공간디자인과
- 바이오제약과

## 참고 자료
- 국방항공고등학교 - 한국교육학술정보원 학교알리미